# Urasz (bóg)
Urasz – lokalny bóg w północnobabilońskim mieście Dilbat, czczony w znajdującej się tam świątyni é.ibbi-dAnum (tłum. „Dom, który Anu powołał do istnienia”). Wymieniany w powiązaniu z Dilbat w prologu do Kodeksu Hammurabiego:

„(Hammurabi), bóg królów, znający mądrość, który rozszerzył pola uprawne Dilbat, który napełnił spichrze, dla Urasza walecznego”

W jednym z przekazów Urasz uważany był za przodka boga niebios Anu. W okresach późniejszych utożsamiano go bądź z Anu, bądź z Ninurtą. Wiadomo, że czczony był on również w Aszur. W Babilonie istniała Brama boga Urasza, która została tak nazwana prawdopodobnie dlatego, że prowadziła na południe, w kierunku Dilbat.